# 张训才
张训才（1947年—），湖北汉川人，中国共产党党员，中国人民解放军少将。
通信指挥学院通信指挥专业毕业，曾任中国人民解放军西安通信学院院长，2005年任中国人民解放军总参谋部信息化部部长。
2008年，当选第十一届全国人民代表大会解放军代表。